# Ruta Provincial 26 (Buenos Aires)
La Ruta Provincial 26 es una carretera pavimentada de 20 km de extensión ubicada en el Gran Buenos Aires dentro de la provincia de Buenos Aires, en Argentina.

## Características y recorrido
Esta carretera discurre por zonas urbanas del norte del Gran Buenos Aires.

## Localidades
A continuación se enumeran las localidades servidas por esta ruta.
- Partido de Tigre: Dique Luján.
- Partido de Escobar: Ingeniero Maschwitz y Maquinista F. Savio.
- Partido del Pilar: Lagomarsino y Del Viso.

## Nomenclatura municipal
Debido a que gran parte de esta carretera discurre por zonas urbanas, los diferentes municipios dieron nombres a esta ruta:
- Partido de Tigre: Avenida Dique Luján
- Partido de Escobar: Avenida Constitución, Mendoza, Avenida El Dorado y Avenida Dr. René Favaloro.
- Partido del Pilar: Constitución y Eduardo Madero.